# Willi Nowak

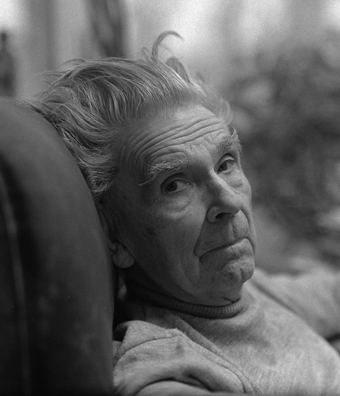
Willi Nowak (Porträtfoto von Karel Kuklík aus den 1960er Jahren)

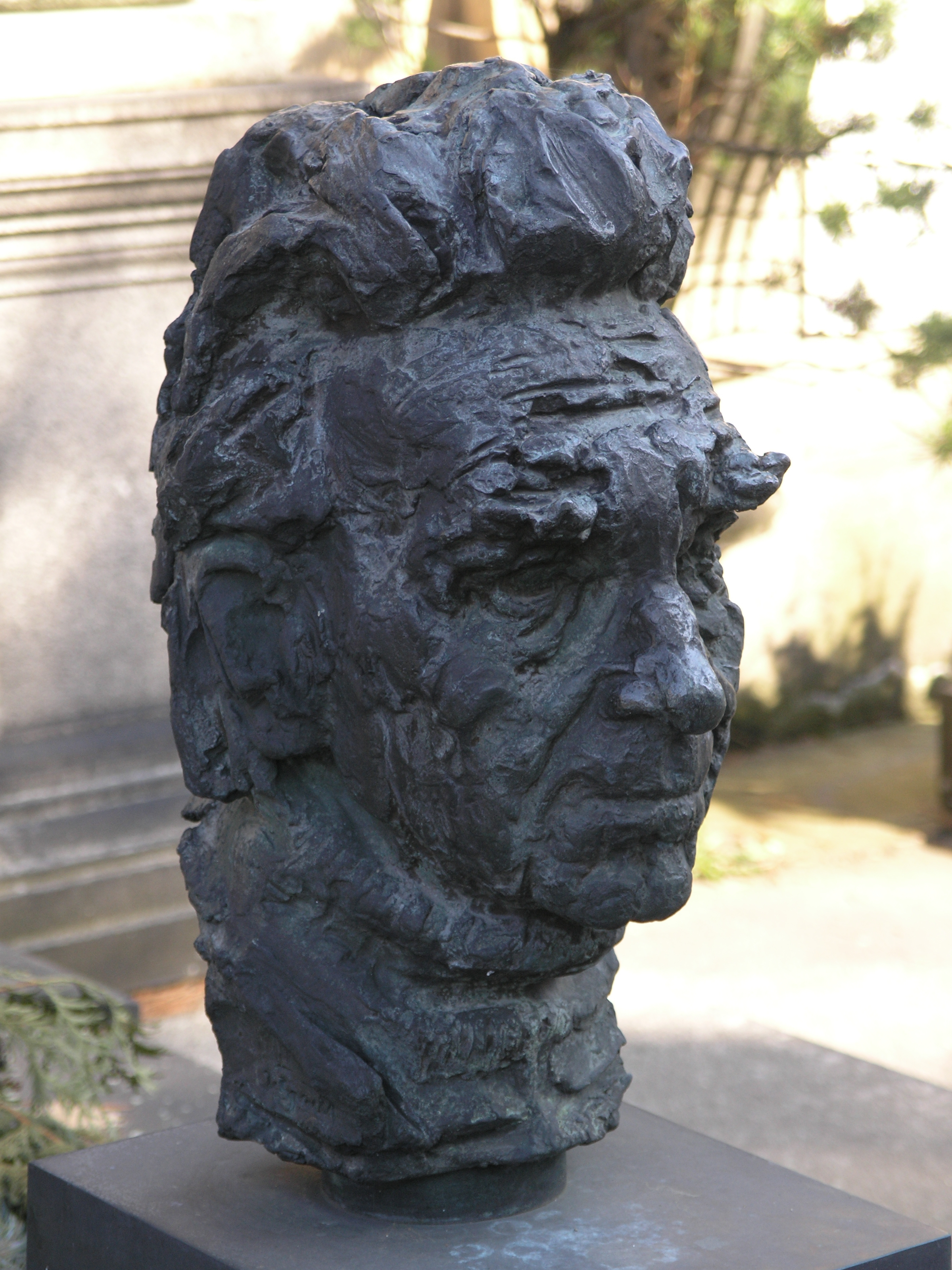
Büste auf dem Grab in Prag

Willi Nowak (* 3. Oktober 1886 in Mníšek pod Brdy; † 20. Oktober 1977 in Prag) war ein Prager Maler, Lithograf und Hochschullehrer deutschböhmischer Herkunft.

## Leben
Nowak studierte von 1903 bis 1906 an der Akademie der Bildenden Künste bei Franz Thiele in Prag, anschließend in Berlin, in München und in den Niederlanden. Er ließ sich in Prag als Figuren-, Porträt- und Landschaftsmaler nieder und arbeitete auch als Lithograf. Im Frühjahr 1907 wurde von Emil Filla die expressionistische Künstlergruppe, die sich Osma (Die Acht) nannte, gegründet. Neben Filla und Nowak waren sieben junge tschechische Künstler Mitglied der Gruppe: Vincenc Beneš, Bedřich Feigl, Max Horb, Otakar Kubín, Bohumil Kubišta, Emil Artur Pittermann, Antonín Procházka. Zeitweise gehörte auch Linka Scheithauerová-Procházková dazu. Die Gruppe orientierte sich an der Expressivität Edvard Munchs und bestand bis 1911. 1910 gab Nowak eine Folge von Lithografien mit dem Titel Idyllen heraus. 1915 war er in München, später in Liebnitz, Berlin und Seeham bei Salzburg tätig. 1924 fertigte er Illustrationen zu Hugo von Hofmannsthals Libretto Ariadne auf Naxos an. Er war von 1929 bis 1939 Professor an der Akademie der Bildenden Künste in Prag und Gründungsmitglied der Prager Secession. Er war zudem Mitarbeiter der Zeitschrift Die Aktion.
1937 wurden Werke Novaks in der Nazi-Aktion „Entartete Kunst“ aus der Kunsthalle Bremen, der Anhaltinischen Gemäldegalerie Dessau, dem Städtische Kunst- und Gewerbemuseum Dortmund, dem Museum Folkwang Essen, dem Kestner-Museum Hannover, dem Kaiser-Friedrich-Museum Magdeburg, der Städtischen Galerie Nürnberg, dem Museum für Kunst und Kunstgewerbe Stettin beschlagnahmt.
Nowak heiratete um 1924 Elena Däubler (* 11. April 1880 in Triest; † September 1935 in Prag), die Schwester des Schriftstellers Theodor Däubler, die in erster Ehe mit seinem Malerfreund Otto Th. W. Stein verheiratet war.
Nowak wurde auf dem Vyšehrader Friedhof in Prag bestattet.

## 1937 als "entartet" beschlagnahmte Werke Nowaks
- Laube (Tafelbild, 1925; vernichtet)

- Mädchen mit Katze (Lithografie; vernichtet)

- Titelblatt und die Blätter „Das Rote Kreuz“, „Brotverteilung“ und „Rastende Österreicher“; aquarellierte Lithografien in der beschlagnahmten 2. Mappe "Kriegsbilderbogen Münchner Künstler", Goltz-Verlag, München (1914)

- Blätter „Sommernachtstraum“ und „Imogen“; Lithografien in der beschlagnahmten Mappe "Shakespeare Visionen. Eine Huldigung deutscher Künstler"; Verlag Reinhard Piper, München (1918)

## Weitere Werke (Auswahl)
- Podbaba (Tafelbild, Öl, 1943; im Bestand der Galerie Neue Meister Dresden)[4]